# Podi (Herceg Novi)
Podi es una localidad de Montenegro perteneciente al municipio de Herceg Novi en el suroeste del país.
En 2011 tenía una población de 1358 habitantes, de los cuales 767 eran serbios y 405 eran montenegrinos.
Se ubica en la periferia nororiental de la capital municipal Herceg Novi y está separado de la ciudad por un pequeño arroyo llamado Nemila.

## Demografía
La localidad ha tenido la siguiente evolución demográfica:
| Gráfica de evolución demográfica de Podi entre 1948 y 2003 |
|                                                            |